# Stazione di Villa Visconti
La stazione di Villa Visconti è una delle stazioni ferroviarie di Napoli, parte della ferrovia Napoli-Centro Direzionale-San Giorgio della ferrovia Circumvesuviana.

## Strutture e impianti
Aperta insieme alla linea nel 2002, la stazione dispone di un fabbricato viaggiatori che ospita la sala d'attesa e la biglietteria. I binari sono due, uniti tramite una banchina: l'accesso è consentito o tramite un sottopassaggio o attraverso l'uso di scale mobili.

## Movimento
Il traffico passeggeri si mantiene su livelli discreti, soprattutto a livello pendolare verso Napoli. Nella stazione fermano tutti i treni con destinazioni per Napoli, San Giorgio a Cremano.

## Servizi
La stazione dispone di:
- Biglietteria
- Scale mobili
- Accessibilità per portatori di handicap
- Fermata autolinee
- Sottopassaggio
- Servizi igienici